# North American Soccer League Indoor 1975
La temporada 1975 de la North American Soccer League indoor (NASL) fue la 1ª edición  del torneo de fútbol indoor de Estados Unidos y Canadá. San Jose Earthquakes ganaron el torneo tras vencer en la final a Tampa Bay Rowdies.

## Posiciones

### Grupo 1
| Pos | Equipo             | PJ | G | P | GF | GC | DF | PTS |
| --- | ------------------ | -- | - | - | -- | -- | -- | --- |
| 1   | Dallas Tornado     | 2  | 1 | 1 | 7  | 4  | +3 | 2   |
| 2   | St. Louis Stars    | 2  | 1 | 1 | 11 | 9  | +2 | 2   |
| 3   | Philadelphia Atoms | 2  | 1 | 1 | 7  | 9  | -2 | 2   |
| 4   | Toronto Metros     | 2  | 1 | 1 | 6  | 9  | -3 | 2   |

     Clasifica a semifinales.

### Grupo 2
| Pos | Equipo                 | PJ | G | P | GF | GC | DF | PTS |
| --- | ---------------------- | -- | - | - | -- | -- | -- | --- |
| 1   | New York Cosmos        | 2  | 1 | 1 | 13 | 12 | +1 | 2   |
| 2   | Hartford Bicentennials | 2  | 1 | 1 | 9  | 9  | 0  | 2   |
| 3   | Rochester Lancers      | 2  | 1 | 1 | 11 | 11 | 0  | 2   |
| 4   | Boston Minutemen       | 2  | 1 | 1 | 7  | 8  | -1 | 2   |

     Clasifica a semifinales.

### Grupo 3
| Pos | Equipo               | PJ | G | P | GF | GC | DF | PTS |
| --- | -------------------- | -- | - | - | -- | -- | -- | --- |
| 1   | Tampa Bay Rowdies    | 2  | 2 | 0 | 15 | 8  | +7 | 4   |
| 2   | Miami Toros          | 2  | 2 | 0 | 18 | 12 | +6 | 4   |
| 3   | Baltimore Comets     | 2  | 0 | 2 | 14 | 19 | -5 | 0   |
| 4   | Washington Diplomats | 2  | 0 | 2 | 6  | 14 | -8 | 0   |

     Clasifica a semifinales.

### Grupo 4
| Pos | Equipo               | PJ | G | P | GF | GC | DF  | PTS |
| --- | -------------------- | -- | - | - | -- | -- | --- | --- |
| 1   | San Jose Earthquakes | 2  | 2 | 0 | 21 | 7  | +14 | 4   |
| 2   | Vancouver Whitecaps  | 2  | 1 | 1 | 18 | 11 | +7  | 2   |
| 3   | Los Angeles Aztecs   | 2  | 1 | 1 | 13 | 19 | -6  | 2   |
| 4   | Seattle Sounders     | 2  | 0 | 2 | 8  | 23 | -15 | 0   |

     Clasifica a semifinales.

## Fase final

### Semifinales
| Fecha       |                      | Resultado |                 |
| ----------- | -------------------- | --------- | --------------- |
| 14 de marzo | Tampa Bay Rowdies    | 13 - 5    | New York Cosmos |
| 14 de marzo | San Jose Earthquakes | 8 - 5     | Dallas Tornado  |

### Partido por el tercer puesto
| Fechas      |                | Resultado |                 |
| ----------- | -------------- | --------- | --------------- |
| 16 de marzo | Dallas Tornado | 2 - 0     | New York Cosmos |

### Final
| Fechas      |                      | Resultado |                   |
| ----------- | -------------------- | --------- | ----------------- |
| 16 de marzo | San Jose Earthquakes | 8 - 5     | Tampa Bay Rowdies |

| Campeón San Jose Earthquakes 1º título |

## Goleadores
| Jugador        | Equipo               | Goles |
| -------------- | -------------------- | ----- |
| Paul Child     | San Jose Earthquakes | 7     |
| Doug Wark      | Tampa Bay Rowdies    | 7     |
| Bernard Hartze | Tampa Bay Rowdies    | 4     |